# 宮下礼子
宮下 礼子（みやした れいこ、1981年 - ）は、日本の女性モデル、レースクイーン。
神奈川県出身。株式会社アイズ所属。以前はネットアージュ→オフィスエマ→J-OFFICE
に在籍していた。愛称は「れいちん」。

## 人物
- 小学6年からクラシックバレエを習う[3]。高校時代はバンドでギターを弾いていた[4]。
- 趣味は音楽鑑賞、料理、ジグソーパズル。
- 姉が1人いる[5]。

## 主な活動

### レースクイーン
| 年     | カテゴリー | チーム名                        | 備考                                     |
| ------ | ---------- | ------------------------------- | ---------------------------------------- |
| 2008年 | SUPER GT   | REAL RACING LADY                |                                          |
| 2011年 | SUPER GT   | ARTA サマンサタバサアテンダント | 第5戦・鈴鹿サーキットにてスポット参加[6] |

### テレビ出演
| 放送局       | 番組名                         | 放送年月日      | 備考                                  |
| ------------ | ------------------------------ | --------------- | ------------------------------------- |
| サンテレビ他 | 銀玉王                         | 2006年 - 2007年 | リーチエンジェルとして不定期出演      |
| フジテレビ系 | 2007新春かくし芸大会           | 2007年1月1日    | 応援アシスタント[7]                   |
| フジテレビ系 | 森田一義アワー 笑っていいとも! | 2013年9月6日    | 「負けず嫌いマッチ」ラウンドガール[8] |

### CM
- 花王「アジエンス」ヘアーモデル
- P&G「ヴィダル・サスーン」「ハーバルエッセンス」ヘアーモデル

### ラウンドガール
| 開催年月日    | 大会名                                           | 会場                             | 参照リンク |
| ------------- | ------------------------------------------------ | -------------------------------- | ---------- |
| 2009年10月4日 | GO FOR BROKE～ROAD TO REAL KING12～              | ゴールドジムサウス東京アネックス | [9]        |
| 2009年11月2日 | Krushライト級グランプリ2009決勝戦～Final Round～ | 後楽園ホール                     | [2]        |
| 2009年12月4日 | Krush-EX ～新宿Dog Fight～                       | 新宿FACE                         | [10]       |
| 2010年1月4日  | Krush.5 ～New Year Fight～                       | 後楽園ホール                     | [11]       |
| 2010年5月27日 | Krush.7                                          | 後楽園ホール                     | [12]       |
| 2010年7月9日  | Krush.8                                          | 後楽園ホール                     | [13]       |
| 2011年2月25日 | DEEP 52 IMPACT                                   | 後楽園ホール                     | [14]       |

### イベント
- 2009年1月：東京オートサロン「TOYO TIREブース」[1]
- 2010年5月1日 - 2日：ヤマダ電機家電フェア「日本ビクターブース」（於：パシフィコ横浜）[12]
- 2010年5月24日：第6回アジアビューティーエキスポ（於：パシフィコ横浜）ヘアーショーモデル[12]
- 2012年1月：東京オートサロン「ABARTHブース」
- 2012年2月：CP+「福多デジタルフォトブース」（共演：望月芹名）
- 2013年1月：東京オートサロン「住友スリーエムブース」
- 2013年11月 ：東京モーターショー「TOYOTA LEXUSブース」
2014年1月の福岡モーターショー、同年2月の札幌モーターショーでもLEXUSブースのコンパニオンを務めた。